# Kirkwoodgap
Kirkwoodgap är gap eller minskningar i fördelningen av asteroider i asteroidbältet vid vissa medelavstånd från Solen vilket visas i histogrammet nedan. 

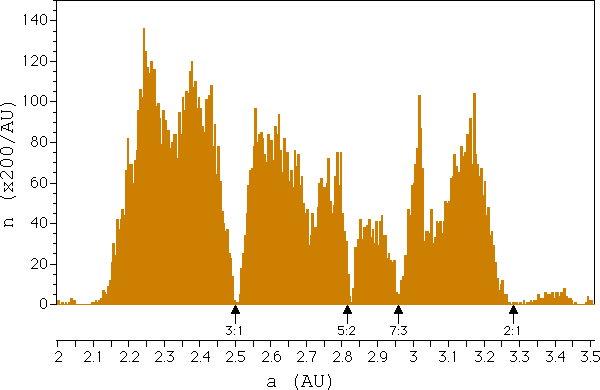
Kirkwoodgapen

Till exempel finns det mycket få asteroider med ett medelavstånd av 2,50 AU vilket motsvarar en omloppstid på 3,95 år, vilket är en tredjedel av Jupiters omloppstid och kallas därför 3:1 medelbanresonans. Andra banresonanser motsvaras av omloppstider som kan beskrivas som heltalsbråk med Jupiters omloppstid. Effekten beror på att sådana omloppsbanor ofta är utsatta för påverkan från Jupiters gravitation och asteroidernas banelement förändras därför.
Dessa gap uppmärksammades första gången av Daniel Kirkwood som också helt korrekt förklarade deras ursprung med banresonans med Jupiter.
Nyligen har man hittat ett relativt litet antal asteroider som har kraftigt excentriska omloppsbanor och som faktiskt ligger i Kirkwoodgapen. Till exempel Alinda-asteroiderna och Griqua-asteroiderna. Deras omloppsbanor ökar sakta sin excentricitet under en tidsperiod om tiotals miljoner år tills de slutligen bryter sig fri från banresonansen genom närkontakt med en större planet.
De mest framträdande Kirkwoodgapen befinner sig vid medelavstånd på:
- 2,06 AU (4:1 resonans)
- 2,5 AU (3:1 resonans), där Alinda-asteroiderna finns
- 2,82 AU (5:2 resonans)
- 2,95 AU (7:3 resonans)
- 3,27 AU (2:1 resonans), där Griqua-asteroiderna finns

Mindre gap finns också vid:
- 1,9 AU (9:2 resonans)
- 2,25 AU (7:2 resonans)
- 2,33 AU (10:3 resonans)
- 2,71 AU (8:3 resonans)
- 3,03 AU (9:4 resonans)
- 3,075 AU (11:5 resonans)
- 3,47 AU (11:6 resonans)
- 3,7 AU (5:3 resonans)